# 고원습지쥐
고원습지쥐(Scapteromys meridionalis)는 비단털쥐과에 속하는 남아메리카의 반수생 설치류이다. 브라질의 토착종이다.

## 특징
작은 설치류로 머리부터 몸까지 길이는 114~135mm, 꼬리 길이는 101~125mm, 발 길이는 32~37mm이다. 귀 길이는 13~16mm, 몸무게는 최대 91g이다. 털은 무성하고 부드럽다. 등 쪽 털은 엷은 황갈색이고, 머리부터 등을 따라서 짙은 색을 띠며, 배 쪽은 회색과 희끄무레한 색을 띤다. 귀는 둥글며, 짧고 뻣뻣한 털이 무성하게 덮여 있다. 코털은 비교적 짧다. 앞발의 뒷 부분은 황갈색 털이 무성하게 덮여 있으며, 엄지 발톱이 잘 발달되어 있다. 암컷은 4쌍의 가슴을 갖고 있다.

## 분포 및 서식지
브라질 남부의 히우그란지두술주에서만 알려져 있다. 습지와 아라우카리아과의 침엽수림에서 서식한다.